# Natureum Darßer Ort

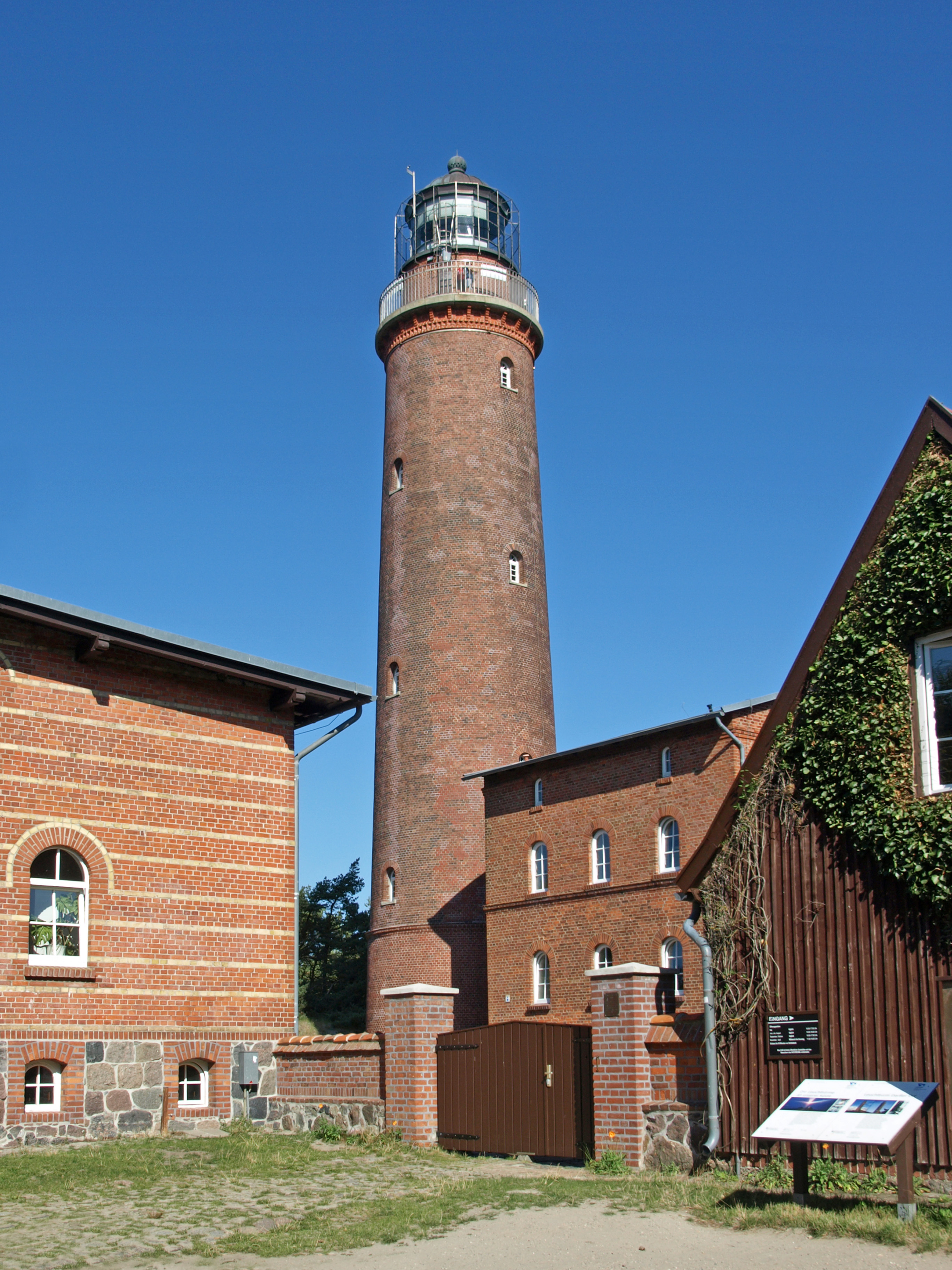
Natureum Darßer Ort mit Leuchtturm

Das Natureum Darßer Ort ist eine seit dem Jahr 1991 bestehende Außenstelle des Meeresmuseums Stralsund am Darßer Ort, der Nordspitze des Darßes. Das Natureum befindet sich circa fünf Kilometer nordwestlich von Prerow und ca. 8 km nördlich von Born, mitten im Nationalpark Vorpommersche Boddenlandschaft. Es ist nur zu Fuß, mit dem Fahrrad oder der Pferdekutsche (bei Bedarf auch Bus-Zubringer) zu erreichen. Es gehört zur Stiftung Deutsches Meeresmuseum.

## Die Einrichtung
Themenschwerpunkt der Einrichtung sind die Natur und die Landschaft der Halbinsel Darß. Viele Tierpräparate (von Schweinswal, Robbe, Eiderente und Seehase bis zu Strandkrabbe und Miesmuschel) und ein Ostsee-Aquarium mit Fischen und Wirbellosen der Ostsee zeigen die Vielfalt des tierischen Lebens der Region.
Das Natureum bietet sechs feste Ausstellungen:
1. Naturraum Darßer Ort,
2. Tiere der Darßlandschaft,
3. Ostseeküste,
4. Landschaft in Bewegung,
5. Leuchtturmgeschichte und
6. das Freigelände.

Vom 150 Jahre alten, 35 Meter hohen Leuchtturm Darßer Ort kann man weit über die Boddenlandschaft sehen.
Von der Gründung des Natureums 1991 bis zum Jahr 2004 waren mehr als 1,7 Millionen Besucher vor Ort.